# 派克大衣

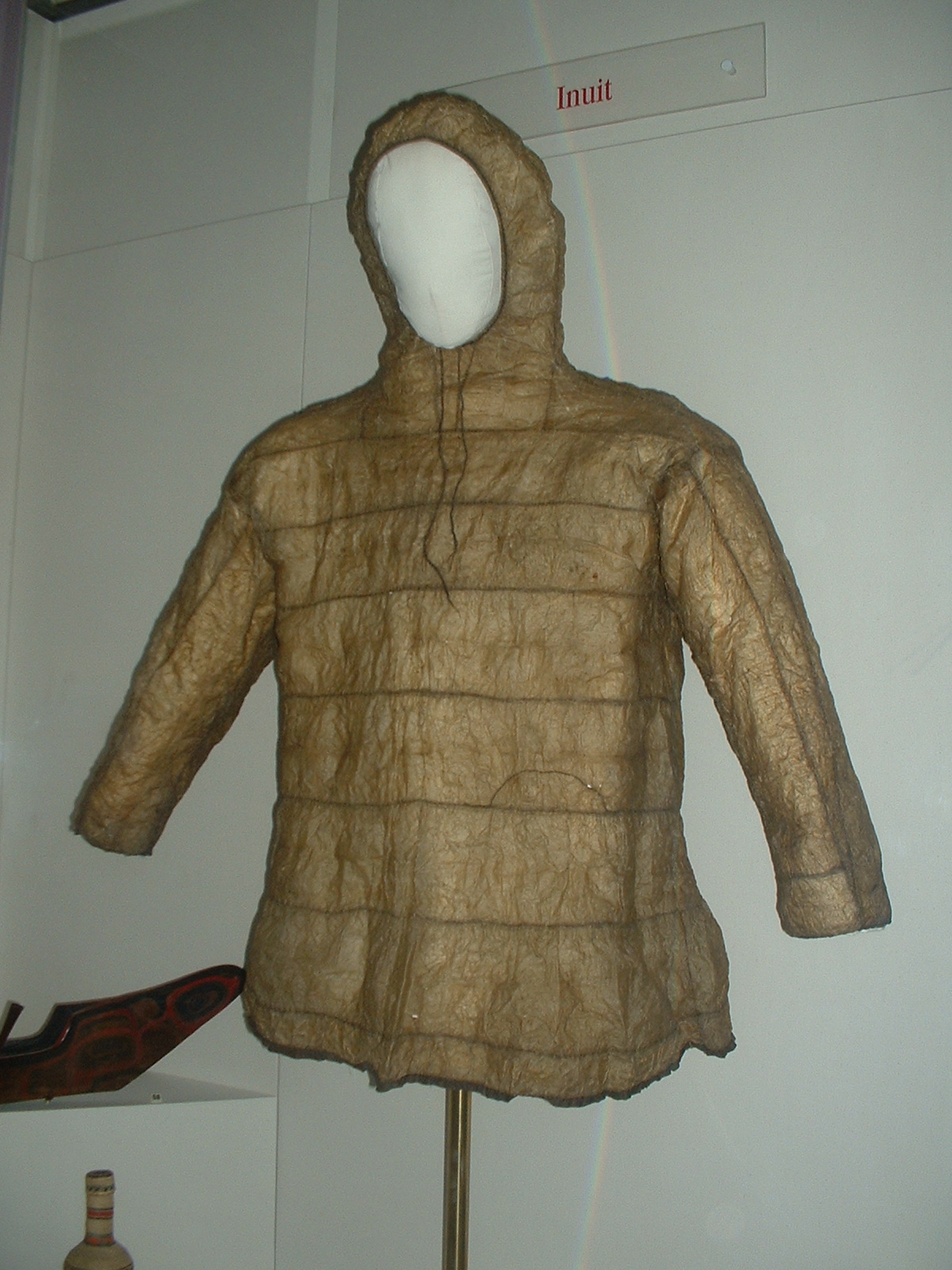
因纽特人傳統的anorak

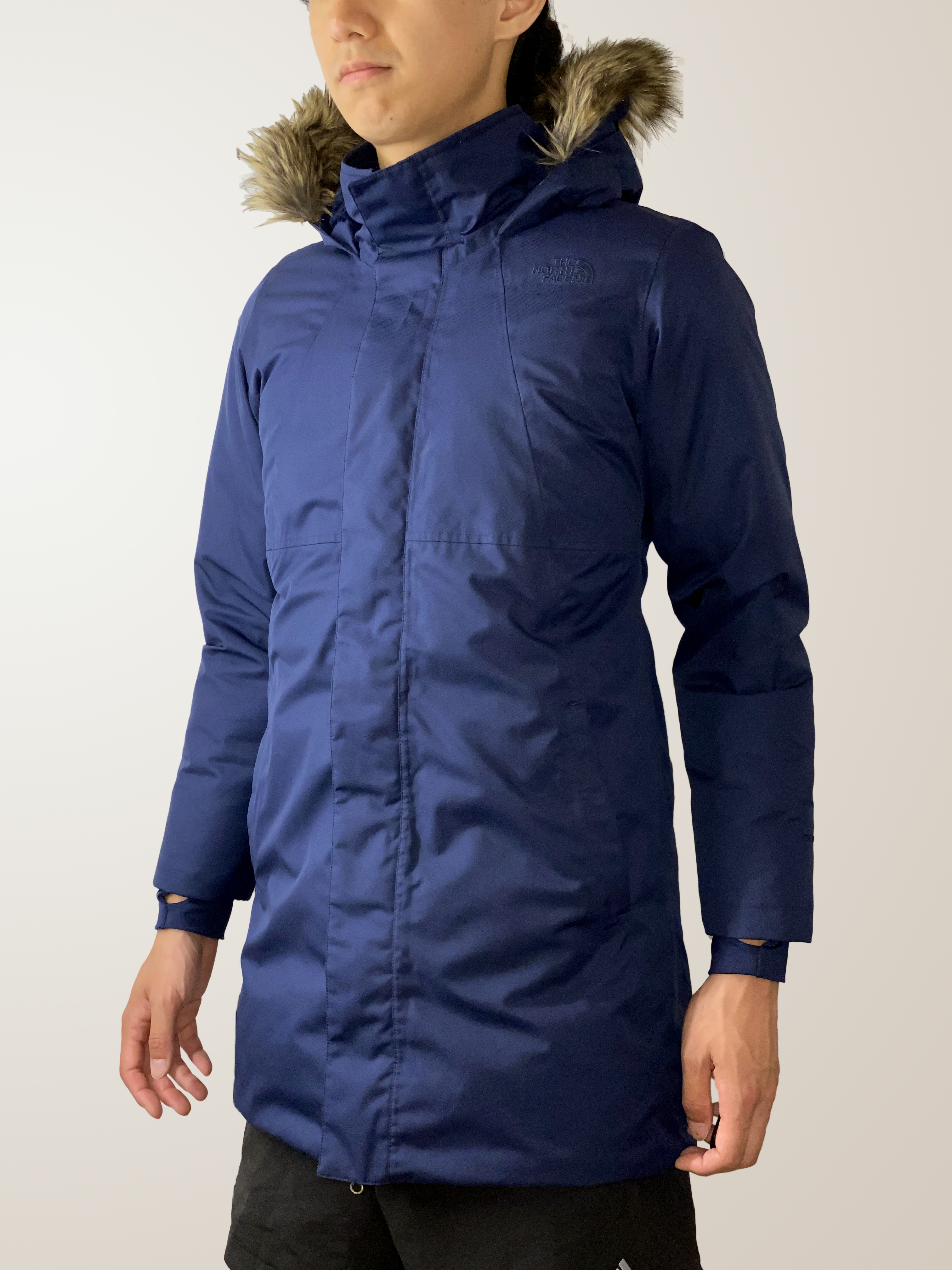
現代北面的羽絨服

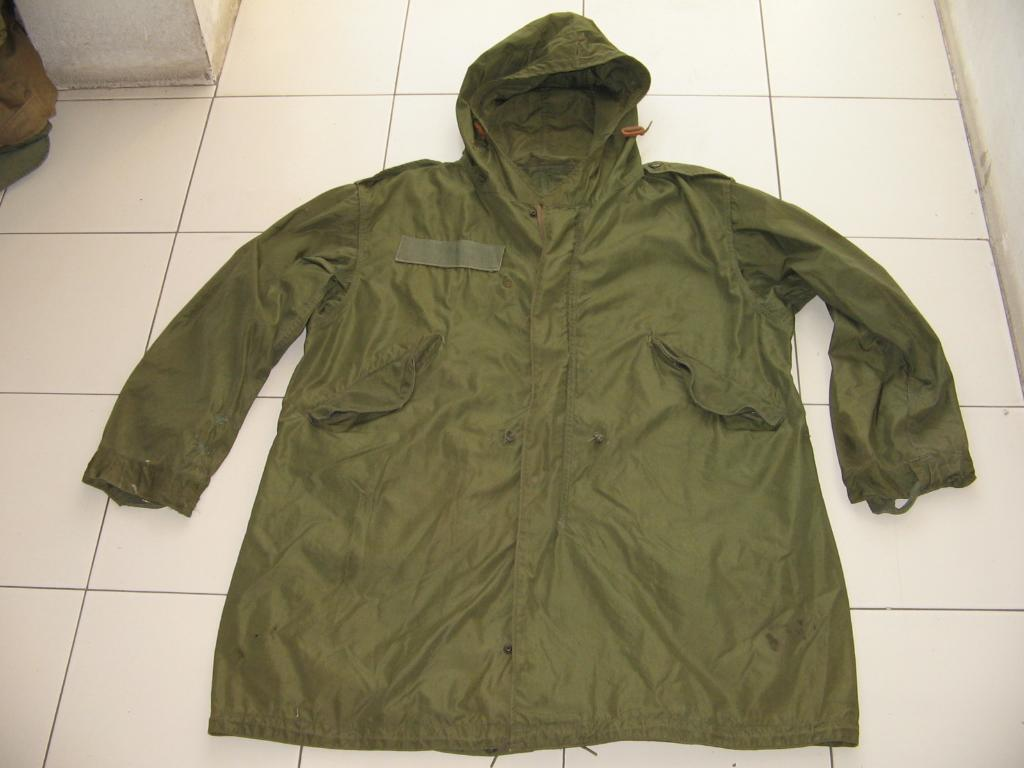
美國陸軍韓戰中穿著的M-1951派克大衣

派克大衣、派克服（Parka，或称anorak）是一款连帽上衣，原型为因纽特人发明的防寒和防风雨着装。

## 概要
“Parka”意为「兽皮」，1625年该词首次出现在英语中。加拿大原住民多用海豹皮、驯鹿皮制成，以适应北极严寒气候下的独木舟划行或狩猎活动。为防水，使用者也会在大衣外涂抹鱼油。现Parka在加拿大特指冬天户外着装，外防风雪、内防热量流失，往往配有抓绒内衬。Parka 最长可長到膝盖。
1924年anorak一词出现在英语。原住民使用的 anorak 胸前无开襟，同样有连体头套，仅防风雨，长度至腰。

## 派生
- 美国空军 N-3B 制服。
- 美国陆军EX-1948, M-1948, M-1951及M-1965风雨大衣。
- 在英国等地方用cagoul指类似的连帽风衣。